# Ram Bahadur Thapa
Pour les articles homonymes, voir RAM.
Ram Bahadur Thapa, également connu sous le nom de guerre de « Badal », âgé d'environ 53 ans (en 2008), est un homme politique népalais, membre du Parti communiste du Népal (maoïste) (ou PCN-M).
Le 10 avril 2008, lors de l'élection de l'Assemblée constituante, il est élu député dans la 2e circonscription du district de Chitwan.
Le 22 août 2008, dans le cadre du programme minimal commun (en anglais : Common Minimum Programme ou CMP) de gouvernement entre les maoïstes, les marxistes-léninistes et le Forum, il est nommé ministre de la Défense dans le gouvernement dirigé par Pushpa Kamal Dahal (alias « Prachanda »), lors de la première série de nominations et reçoit ses pouvoirs du Premier ministre, en présence du président de la République, Ram Baran Yadav.
Il ne doit pas être confondu avec un autre député maoïste, de quinze ans son cadet, Ram Bahadur Thapa Magar, également élu à l'Assemblée constituante, le 10 avril 2008, sur la liste nationale du PCN-M, dans le cadre du scrutin à la proportionnelle.